# Línea 2 (SAO)
La línea 2 o Recorrido San Cayetano es una línea de colectivos urbana de San Antonio Oeste, que une el Centro con el Bo. San Cayetano. El boleto cuesta 2 pesos el general y 0,75 para estudiantes. Posee una longitud de 10,405 km.

## Recorrido principal
Sus recorrido es circunvalar, por lo que no tiene puntas de línea ni recorridos de ida/vuelta. Frecuencia: Cada Media Hora desde las 06:45 hasta las 01:15 y desde las 16:00 hasta las 22:00.
Recorrido: Gucerelli, Balcarce, Maschiello, Malvinas, Obregon, Santa Cruz, Peron, Av. Circunvalación, Quintana, Sargento Rolando, Tierra del Fuego, Saavedra, San Martín, Pueyrredon, Belgrano, O’giggins, Ruta nº 2.